# Kevin Holtz
Kevin Holtz (* 6. März 1993 in Ettelbrück) ist ein ehemaliger luxemburgischer Fußballspieler.

## Karriere

### Verein
Seine komplette Jugendzeit verbrachte der Mittelfeldspieler bei Etzella Ettelbrück und wurde dort 2011 luxemburgischer U19-Meister.
Mit 17 Jahren spielte er am 20. Februar 2011 erstmals für Etzella Ettelbrück in der BGL Ligue gegen Jeunesse Esch (0:0). Die Rückrunde der Saison 2012/13 verbrachte er leihweise beim Zweitligisten FC 72 Erpeldingen und kehrte dann nach Ettelbrück zurück. 2019 erreichte er mit dem Verein das Finale der Coupe de Luxembourg, welches man aber mit 0:5 gegen den F91 Düdelingen verlor.
Im Mai 2020 gab Ligarivale Progres Niederkorn die Verpflichtung des Mittelfeldspielers zur kommenden Saison bekannt. Sein erstes Pflichtspiel für den neuen Verein absolvierte Holtz in der 1. Qualifikationsrunde zur UEFA Europa League gegen FK Zeta Golubovci aus Montenegro. Bei 3:0-Heimsieg gab er dabei die Vorlage zur Führung in der 11. Minute und wurde später ausgewechselt. Anfang März 2021 erlitt er dann einen Kreuzbandriss und fiel monatelang aus.
Nach seiner Genesung schloss er sich dann in der Winterpause der Saison 2021/22 leihweise dem Zweitligisten Atert Bissen an. Nach sechs Monaten kehrte Holtz nach Niederkorn zurück. Ohne dort ein weiteres Ligaspiel absolviert zu haben, wechselte er nach einem Jahr weiter zum Drittligisten Sporting Mertzig. Seit dem Sommer 2024 ist Holtz nun vereinslos.

### Nationalmannschaft
Am 10. September 2012 bestritt er für die U-21 Luxemburgs ein Heimspiel in der EM-Qualifikation gegen Bulgarien (1:3), als er in der 54. Minute eingewechselt wurde. Sein Debüt in der A-Nationalmannschaft gab Holtz am 2. Juni 2019 unter seinem Vater und Nationaltrainer Luc Holtz im Testspiel gegen Madagaskar. In der 64. Minute wurde er für David Turpel eingewechselt und gab später die Torvorlage zum 3:3 in der Nachspielzeit durch Laurent Jans.

## Sonstiges
Sein Vater ist Luxemburgs aktueller Nationaltrainer Luc Holtz (* 1969), der selbst 54 A-Länderspiele für sein Land absolvierte.